# Vadencourt (Somme)
Vadencourt (picardisch: Vasincourt) ist eine nordfranzösische Gemeinde mit 102 Einwohnern (Stand 1. Januar 2022) im Département Somme in der Region Hauts-de-France. Die Gemeinde liegt im Kanton Corbie.

## Geographie
Vadencourt liegt in der Nähe der Quelle der Hallue rund 15 Kilometer östlich von Villers-Bocage, unmittelbar benachbart zu Contay und rund 12,5 Kilometer nördlich von Corbie.

## Geschichte
Der kleine Ort war seit dem Mittelalter Sitz einer Herrschaft, von der mehrere Höfe und die Mühle abhängig waren.
| 1962 | 1968 | 1975 | 1982 | 1990 | 1999 | 2006 | 2010 |
| ---- | ---- | ---- | ---- | ---- | ---- | ---- | ---- |
| 81   | 80   | 73   | 74   | 93   | 104  | 101  | 99   |

## Verwaltung
Bürgermeister (maire) ist seit 2001 Marc Depret.

## Sehenswürdigkeiten
- im 18. Jahrhundert errichtete einschiffige Kirche Saint-Martin
- zwischen der Kirche und den Quellen der Hallue gelegenes Schloss mit zwei Rundtürmen, als Monument historique eingetragen seit 1988 (Base Mérimée PA00116260)